# Oszétia

A Kaukázus nyelvi–etnikai térképe. Az oszétok által lakott területek a térkép közepén találhatók.

Oszétia (oszétül Ирыстон [Iriszton], oroszul Осетия [Oszetyija], grúzul ოსეთი [Oszeti]) etnonyelvi régió a Nagy-Kaukázus két oldalán, amelyet zömmel oszétok, az oszét nyelvet beszélő iráni nép népesít be.
A régiónak a Kaukázus fő vonulataitól délre eső része Dél-Oszétia, a Grúziához tartozó köztársaság, amely ténylegesen független, de csak Oroszország ismerte el. A régió északi része az Oroszországi Föderációhoz tartozó Észak-Oszétia–Alánia Köztársaság.

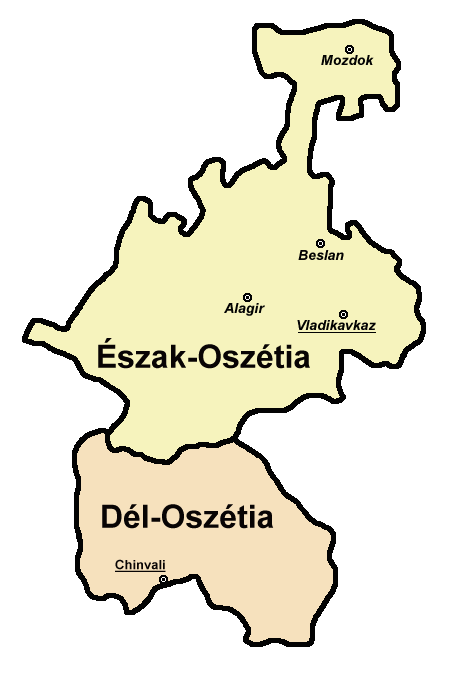
Észak- és Dél-Oszétia

Itt élnek a Magyarországon is településnévről ismert szirákok, ma cserkesz néven, saját autonóm körzetben Karacsáj- és Cserkeszföldön, illetve Adigeföldön. Itt a népesség kb. 15-25%-át alkotja ma. Beszélik ma is a cserkesz nyelvet.

## Fordítás
- Ez a szócikk részben vagy egészben  az   Ossetia című angol Wikipédia-szócikk ezen változatának fordításán alapul.  Az eredeti cikk szerkesztőit annak laptörténete sorolja fel. Ez a jelzés csupán a megfogalmazás eredetét és a szerzői jogokat jelzi, nem szolgál a cikkben szereplő információk forrásmegjelöléseként.